# Georg Roemer
Georg Roemer oder Römer (* 19. Januar 1868 in Bremen oder in Breslau; † 25. Januar 1922 in München) war ein deutscher Bildhauer und Medailleur.

## Biografie
Roemer studierte in Dresden, Berlin, Paris, Rom und Florenz. Er war ein Schüler von Adolf von Hildebrand.
In der Medaillenkunst war Roemer einer der wenigen, die ihre Stempel noch direkt schnitten, ohne Einsatz der Reduktionsmaschine.
Die Reliefs im Hauptgesims der Sandsteinfassade des 1908 in Lübeck eröffneten Stadttheaters sind eine Arbeit von ihm. Das Mittelfeld stellt Apollo und die neun Musen dar, jeweils seitlich Komödie und Tragödie. Die das Giebeldreieck tragende Gruppe von Karyatiden und Atlanten ist eine Arbeit des in Hamburg ansässigen Bauplastikers Karl Weinberger.
Roemer war als Schwiegersohn des späteren Bürgermeisters Emil Ferdinand Fehling mit Lübeck verbunden. Für den während des Ersten Weltkrieges unter der Leitung von Harry Maasz im Entstehen begriffene Lübecker Ehrenfriedhof schuf er 1915 den Gedenkstein des im August des Vorjahres gefallenen Sohnes Ida Boy-Eds. Dieser und der Gedenkstein des Kriegsfreiwilligen Carl Schütt waren die ersten beiden hiesigen Gedenksteine.
Weitere Reliefs fertigte er für die Kunsthalle Bremen, die von ihm auch vier Bronzefiguren und die Büste des Bremer Bürgermeisters Otto Gildemeister erhielt. Ebenfalls für Bremen schuf er das Denkmal des Ludwig Franzius. Am Neuen Bremer Rathaus schuf er zwei Ratsherrenstatuen aus Kupfer für den Senatsgiebel, die Fortunastatue auf dem Dachreiter und im Festsaal die Skulptur Vergangenheit und Zukunft. In München setzte er einen Brunnen und fertigte einen Speerträger für die große Halle der Ludwig-Maximilians-Universität München.

Werke (Auswahl)
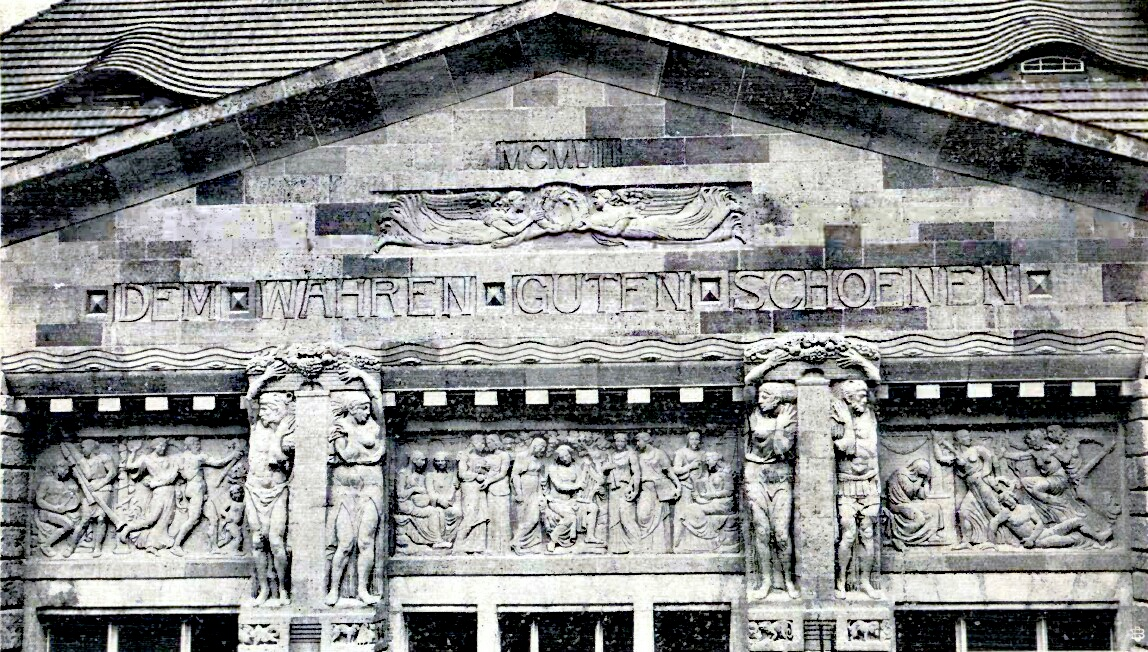
Die Reliefs an der Fassade des Lübecker Theaters
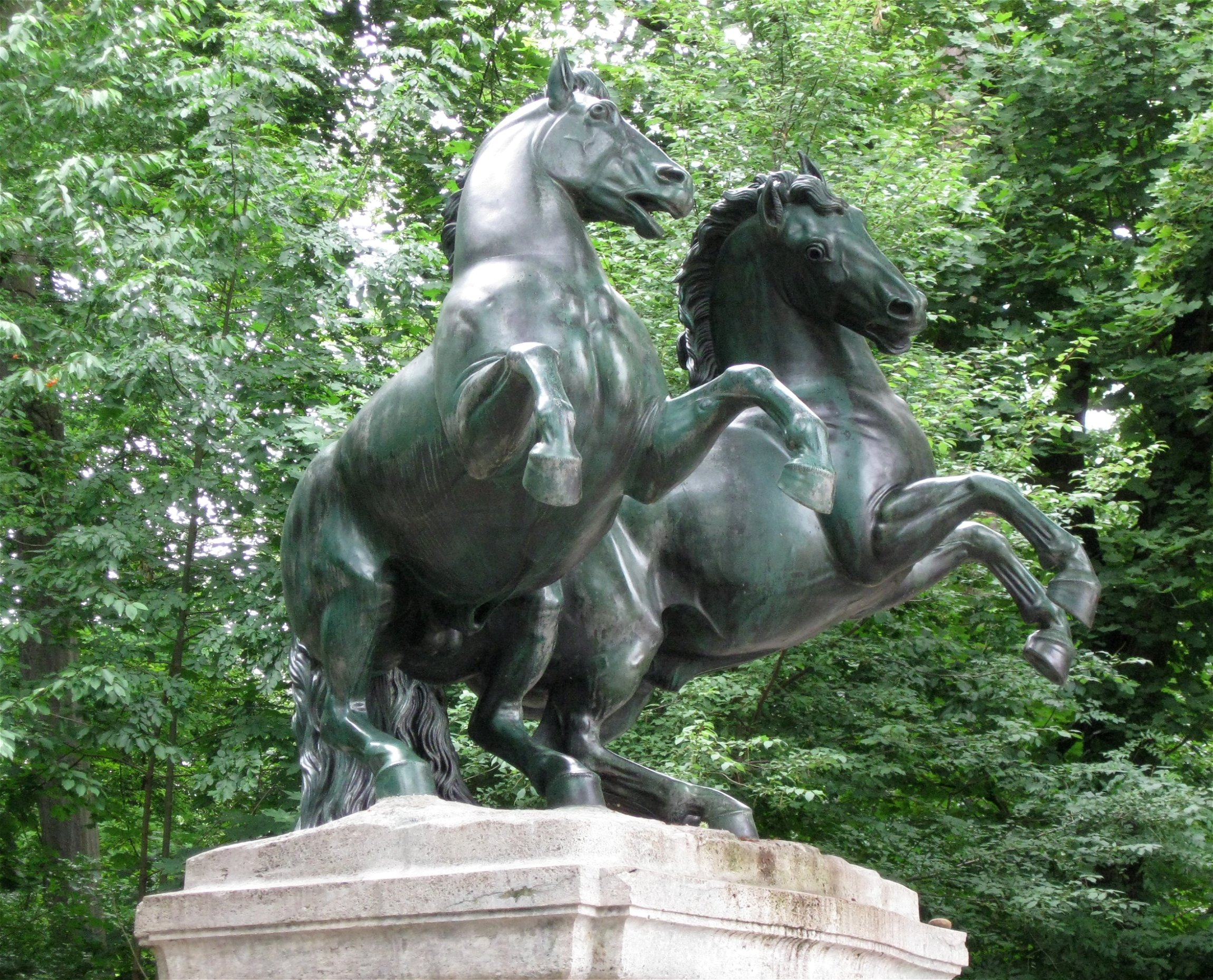
Bronzegruppe Wilde Pferde, Bavariapark München
Walter Boy-Ed, Sohn der Ida Boy-Ed und Bruder Karl Boy-Eds